# Arturo Enrique Ragonese
Arturo Enrique Ragonese (13 de febrero de 1909-17 de enero de 1992) fue un botánico e ingeniero agrónomo argentino.

## Biografía
Se recibió de ingeniero agrónomo en 1938 en la Facultad de Agronomía y Veterinaria de la Universidad de Buenos Aires. Ya de estudiante se orientó hacia Ciencias Biológicas, como ayudante de cátedra de Botánica de Lorenzo R. Parodi, y como ayudante mayor en el Museo de Ciencias Naturales Bernardino Rivadavia. Antes de recibirse, publicó con Arturo Burkart un estudio sobre la biología de la alfalfa y otro sobre los límites de los bosques andinopatagónicos.
También antes de recibirse, trabajó en el "Instituto Experimental de Investigaciones y Fomento Agrícola-Ganadero de la Provincia de Santa Fe", donde fue designado jefe de la "Sección Forrajeras". Allí, bajo la dirección de Bruno Santini se dedicó a las forrajeras, a la taxonomía de especies leñosas y a la fitogeografía, publicando trabajos en colaboración con Guillermo Covas, P. Marcó y E. Schiel.
En 1945, el Ing. Agr. Rafael García Mata, director general de Investigaciones Agrícolas, le encomendó organizar el Instituto de Botánica Agrícola donde permanece hasta la creación del Instituto Nacional de Tecnología Agropecuaria en 1956. Como director, reúne un grupo de investigadores notables, como Ángel Lulio Cabrera, Alberto Soriano, Enrique M. Sívori, Armando Theodoro Hunziker, Antonio Krapovickas, Milan Jorge Dimitri, Ángel Marzocca, con importantes contribuciones a las Ciencias Biológicas. Sobre la base del herbario de Carlos Luis Spegazzini, estructuraron y ampliaron su estudio y edición de la flora regional, creando una sección de publicación sobre cultivos; en terrenos del Ministerio en Castelar, (actual Centro Nacional de Investigaciones Agropecuarias de Castelar), planeando, coleccionando especímenes e instalando un jardín botánico, que luego llevaría su nombre.
Además de la cátedra de Fitogeografía en la Universidad Nacional de La Plata, publica más de veinte trabajos sobre vegetación halófila del sur de la provincia de Santa Fe: Estudio fitosociológico de las Salinas Grandes, y estudios de forrajeras, especies tóxicas, receptividad ganadera del bosque natural, en colaboración con G. Covas, Alberto Castellanos, Julio A. Castiglioni
En 1957, creado el Instituto Nacional de Tecnología Agropecuaria, deja la docencia, dedicándose exclusivamente a sus funciones en Castelar, donde al poco tiempo lo designan Director del Centro Nacional de Investigaciones Agropecuarias. Si bien prosigue con su labor orientada a las pasturas y ganadería (la Comisión Nacional de Cultura le otorga en 1970 el primer premio por su libro "Vegetación y Ganadería de la República Argentina"), en ese período demuestra un particular interés por las actividades forestales, dedicándose principalmente al mejoramiento de las salicáceas por las que recibe el premio municipal Eduardo L. Holmberg, aunque también se interesó en la política forestal argentina, actuando activamente en la Comisión Nacional de Bosques, comisión de la que fue Presidente; participó en la organización del Congreso Mundial Forestal de la FAO en Buenos Aires, actuó en la Comisión Nacional del Álamo, etc.
Publica más de cincuenta trabajos, recibe el premio Bunge y Born, el premio Konex 1983, las especies vegetales que le fueran dedicadas y los cargos honorarios que ejerciera en su vida activa
- Forestación y fitotecnia forestal en la República Argentina, 1959. Separata de la Revista de Argentina de Agronomía: TXXVI, No 1- 2
- Mejoramiento de sauces en la República Argentina / por Arturo E. Ragonese y F. Rial Alberti. 1958. Revista de Investigaciones Agricolas, Tomo XII, 2
- Sauces híbridos originados naturalmente en la República Argentina / por Arturo Enrique Ragonese y F. Rial Alberti (1958. Revista de Investigaciones Agrícolas, Tomo XII, 2

- La abreviatura «Ragonese» se emplea para indicar a Arturo Enrique Ragonese como autoridad en la descripción y clasificación científica de los vegetales.[1]